# Теуантепек (залив)
Залив Теуантепе́к (исп. Golfo de Tehuantepec) — залив в Тихом океане к югу от перешейка Теуантепек, омывает юго-восточное побережье Мексики. Длина составляет около 110 км, ширина у входа — около 450 км. Преобладают глубины до 200 м, наибольшая глубина (около выхода в океан, в западной части) — до 2000 м. Приливы полусуточные, до 2,6 м.
Большинство ураганов, формирующихся в восточной части Тихого океана, появляются в пределах этого залива или около него. Сильный штормовой ветер, называющийся Теуано, периодически дует над водами залива Теуантепек, вызывая сильный апвеллинг богатых питательными веществами вод, обуславливая разнообразие морского животного мира.
Крупнейшим портом является мексиканский город Салина-Крус.